# Lamin Kebba Jammeh
Lamin Kebba Jammeh (* 18. Februar 1963 in Farafenni) ist ein gambischer Politiker.

## Leben
| Parlamentswahl | Stimmen | Stimmanteil     |
| -------------- | ------- | --------------- |
| 2007           | 4.723   | 60,62 %         |
| 2012           | n/a     | ohne Konkurrenz |

Lamin Kebba Jammeh besuchte von 1969 bis 1975 die Farafenni und die Campama Lower Basic School, danach ging er auf die Saint Augustine’s High School in Banjul. Von 1983 bis 1989 war Jammeh als Angestellter bei der Gambia Commercial and Development Bank beschäftigt. Von 1988 bis 1989 besuchte er zusätzlich das Management Development Institute (MDI). Als Buchhalter war er bei der Gambia Air Shuttle von 1989 bis 1990 tätig. Jammeh setzte sein Bildungsweg auf dem Emile Woolf College in London von 1990 bis 1991 fort. In der Folgezeit war er als Programmierer beim Accountant General Department und von 1995 bis 1996 bei der Family Planning Association als Finanz- und Verwaltungsmanager tätig. 1996 wechselte er als Angestellter nach dem VISACA promotion centre, dort war er bis 2002. Darauf war er als Buchhalter bis 2007 bei der Banjul Travel Agency.
Jammeh trat bei der Wahl zum Parlament 2007 als Kandidat der Alliance for Patriotic Reorientation and Construction (APRC) im Wahlkreis Illiasa in der Kerewan Administrative Area an. Mit 60,62 % konnte er den Wahlkreis vor den unabhängigen Kandidaten Ebrima A. O. Samba für sich gewinnen. Bei der Wahl zum Parlament 2012 trat Jammeh im selben Wahlkreis erneut an. Da es von der Opposition keinen Gegenkandidaten gab, konnte er den Wahlkreis für sich gewinnen. Zu der Wahl zum Parlament 2017 trat Jemmeh nicht als Kandidat an.